# لسوتو در المپیک تابستانی ۱۹۸۰
کاروان المپیکی لسوتو یکی از کاروان‌های شرکت‌کننده در بازی‌های المپیک تابستانی ۱۹۸۰ بود. این دوره از بازی‌ها از ۱۹ ژوئیه تا ۳ اوت ۱۹۸۰ به میزبانی مسکو، پایتخت اتحاد جماهیر شوروی برگزار شد.

## شرکت‌کنندگان
فهرست زیر به کاروان لسوتو اشاره دارد.
| ورزش        | مردان | زنان | مجموع |
| ----------- | ----- | ---- | ----- |
| دو و میدانی | ۵     | ۰    | ۵     |
| مجموع       | ۵     | ۰    | ۵     |